# Fritz Küster
Fritz Küster (* 12. Dezember 1889 in Ober-Einzingen; † 13. April 1966 in Hannover) war ein deutscher Pazifist und politischer Publizist.

## Leben
Küster wurde nach dem Besuch der Baugewerbeschule Buxtehude (1908–1912) Vermessungstechniker, als solcher war er ab 1920 bei der Deutschen Reichsbahn tätig. Seine ersten politischen Erfahrungen sammelte er als Mitglied der Deutsch-Hannoverschen Partei, der er bis 1920 angehörte. Sodann trat er in die SPD ein. Im Jahr 1931 trat er aus Protest gegen deren Kompromisspolitik zur SAPD über, aus der er im Frühjahr 1933 wieder austrat. Erst nach dem Zweiten Weltkrieg wurde er wieder SPD-Mitglied. 1951 schloss man Küster wegen seiner radikalen linken Position aus der Partei aus.
Im Jahr 1919 wurde Küster Mitglied der Deutschen Friedensgesellschaft (DFG) und gab die Kampfschrift Der Pazifist heraus, die 1925 den Namen Das Andere Deutschland erhielt.
Die DFG hatte sich im Ergebnis des Ersten Weltkrieges in verschiedene Richtungen gespalten, was sich bis in die 1920er Jahre durch personelle Änderungen in dieser Organisation zeigte. Ludwig Quidde (Friedensnobelpreisträger des Jahres 1927) war von 1914 bis zum 10. Februar 1929 alleiniger Vorsitzender und wurde dann durch Paul Freiherr von Schoenaich abgelöst. Küster wurde 1927 ebenfalls in den Vorstand gewählt, hatte dabei zunächst das Amt eines Geschäftsführenden Vorsitzenden. Er zentralisierte die Friedensorganisation und versuchte mit pazifistischen, antimilitaristischen und antifaschistischen Aktionen der beginnenden reaktionären Entwicklung entgegenzuwirken. Es entstanden gut funktionierende Landesverbände und Das andere Deutschland wurde ein überregionales Zentralorgan. In die Staatspolitik mischte sich die DFG unter Küster unter anderem mit Aktionen und Auftritten gegen den Bau eines deutschen Panzerkreuzers entscheidend ein; letztendlich wurde der Bau doch beschlossen. Im „Ponton-Prozess“ wurden Küster und der Journalist Berthold Jacob im März 1928 wegen „publizistischen Landesverrats“ zu je neun Monaten Festungshaft verurteilt.
Im Jahr 1933 wurde Das Andere Deutschland nach der Machtergreifung der Nationalsozialisten verboten und Küster bis 1938 in verschiedenen Konzentrationslagern inhaftiert. Aufgrund internationaler Solidarität durch die War Resisters’ International und dem Wirken von Ingeborg Andreas (1909–2004), seiner Mitarbeiterin seit den späten 1920er Jahren, konnte 1938 Küsters Entlassung aus dem Konzentrationslager Buchenwald erreicht werden. Im gleichen Jahr noch heirateten Ingeborg Andreas und Fritz Küster; aus der Ehe gingen zwei Kinder hervor, Tochter Lore (* 1939) und Sohn John-Christoph (* 1944).
Küster hatte nach seiner Entlassung Publikationsverbot und arbeitete in seinem Beruf als Ingenieur.
Nach Ende des Zweiten Weltkriegs übernahm Küster von 1945 bis 1947 wieder den Vorsitz der Deutschen Friedensgesellschaft und gründete 1947 Das Andere Deutschland erneut. Er gab die Zeitschrift in Hannover heraus. Ein wichtiger Mitarbeiter war Heinz Kraschutzki, bekannt aus der Zusammenarbeit Anfang der 1930er Jahre. Bis 1962 blieb Küster der Herausgeber. Nach seinem Ausschluss aus der SPD (1951) wegen seiner Kontakte zum neutralistischen Nauheimer Kreis und seinem Austritt aus der DFG (1954) und wegen seines Gesundheitszustands nach einem Schlaganfall im Jahr 1958 gab seine Frau Ingeborg Andreas die Zeitung weiter heraus und betreute sie noch bis 1969.
Im Jahr 1948 gründete Fritz Küster die Historische Forschungsgemeinschaft ‚Das Andere Deutschland‘, der Politiker und Offiziere aus verschiedenen Richtungen, wie der Admiral und spätere Wehrbeauftragte des Bundestags Hellmuth Heye, angehörten. Die dem militärischen Widerstand des 20. Juli 1944 nahestehenden ehemaligen Wehrmachtsoffiziere verteidigten den Widerstand gegen Vorwürfe des Verrats und Opportunismus. Als Küsters Verlag im Zuge der Währungsreform kollabierte, brach auch die Forschungsgemeinschaft auseinander.
Küster war Ende der 1940er Jahre Inhaber des hannoverschen Verlags „Die Jugend“, bei dem die Zeitschrift „Jugend“ erschien. Im Fritz-Küster-Verlag erschien die Zeitschrift „Frau und Frieden – Westdeutsche Friedensbewegung“ sowohl in den 1950er Jahren und schon im 16. Jahrgang in den 1960er Jahren. Ingeborg Küster gehörte der Redaktion der Zeitschrift in den Jahren 1952 bis 1974 an und übernahm nach Küsters Schlaganfall auch die Verlagsleitung.
In Fritz Küsters Verlag Das andere Deutschland erschien 1947 Hans Günter Kracks Buch Kriegsgericht. Ungeschriebenes Recht gegen geschriebenes Unrecht. Eine Episode aus den letzten Kriegstagen und 1948 Mützen ab. Eine Reportage aus der Strafkompanie des KZ Auschwitz von Zenon Rozanski.

## Werke
- Die Hintermänner der Nazis: Von Papen bis Deterding. Das Andere Deutschland, Hannover 1946, DNB 452633583.
- Vernunft in Ketten. Das Andere Deutschland, Hannover 1946, DNB 978562429.
- Der Frieden muss erkämpft werden: Aufsätze eines deutschen Pazifisten. Herausgegeben und mit einem Vorwort von Stefan Appelius (= Schriftenreihe der Fritz-Küster-Archivs). BIS - Bibliotheks- und Informationssystem der Universität Oldenburg, Oldenburg 1989, ISBN 3-8142-0335-6.

## Ehrung
Die Carl von Ossietzky Universität Oldenburg benannte ihr 1988 eröffnetes Archiv für Geschichte und Literatur der  Friedensbewegung nach Fritz Küster. Ein Hauptbestand war zur Zeit der Gründung dessen Nachlass. Das Archiv dient der Erforschung  des Pazifismus in der deutschen Geschichte des 20. Jahrhunderts. Das Archiv wurde 2010 aufgelöst. „Mit der Auflösung wurde die Sammlung geteilt: Die Archivalien der Deutschen Friedensgesellschaft — Internationale der Kriegsdienstgegner e. V. (DFG/IdK) wurden vom Archiv der Forschungsstelle für Zeitgeschichte in Hamburg übernommen. Der andere Sammlungsteil kam in das „Archiv der sozialen Demokratie“ der Friedrich-Ebert-Stiftung in Bonn“ und sind dort unter dem Bestandsnamen „Fritz-Küster-Archiv / Sammlung Appelius“ zugänglich. Der Nachlass von Ingeborg Küster befindet sich im Archiv der deutschen Frauenbewegung und enthält unter anderem „41 Audiokassetten, auf denen neben Aufnahmen von Veranstaltungen mit Küster auch ihre erzählten Lebenserinnerungen zu hören sind“.